# 155 mm

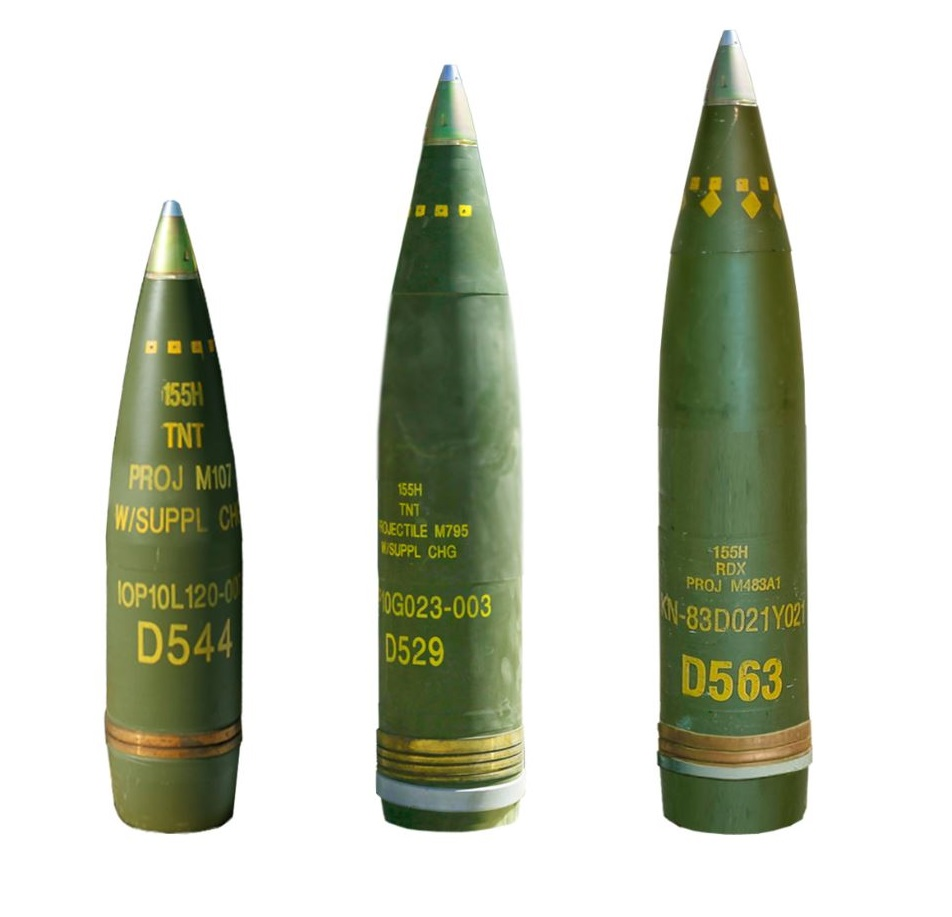
Proyectiles de 155 mm M107, M795 y M483A1.

El 155 mm (6,1 pulgadas) es un calibre de proyectil de artillería estándar de la OTAN que se utiliza en muchos cañones de campaña y obuses. Se define en AOP-29 parte 1 con referencia a STANAG 4425.

## Guerra terrestre

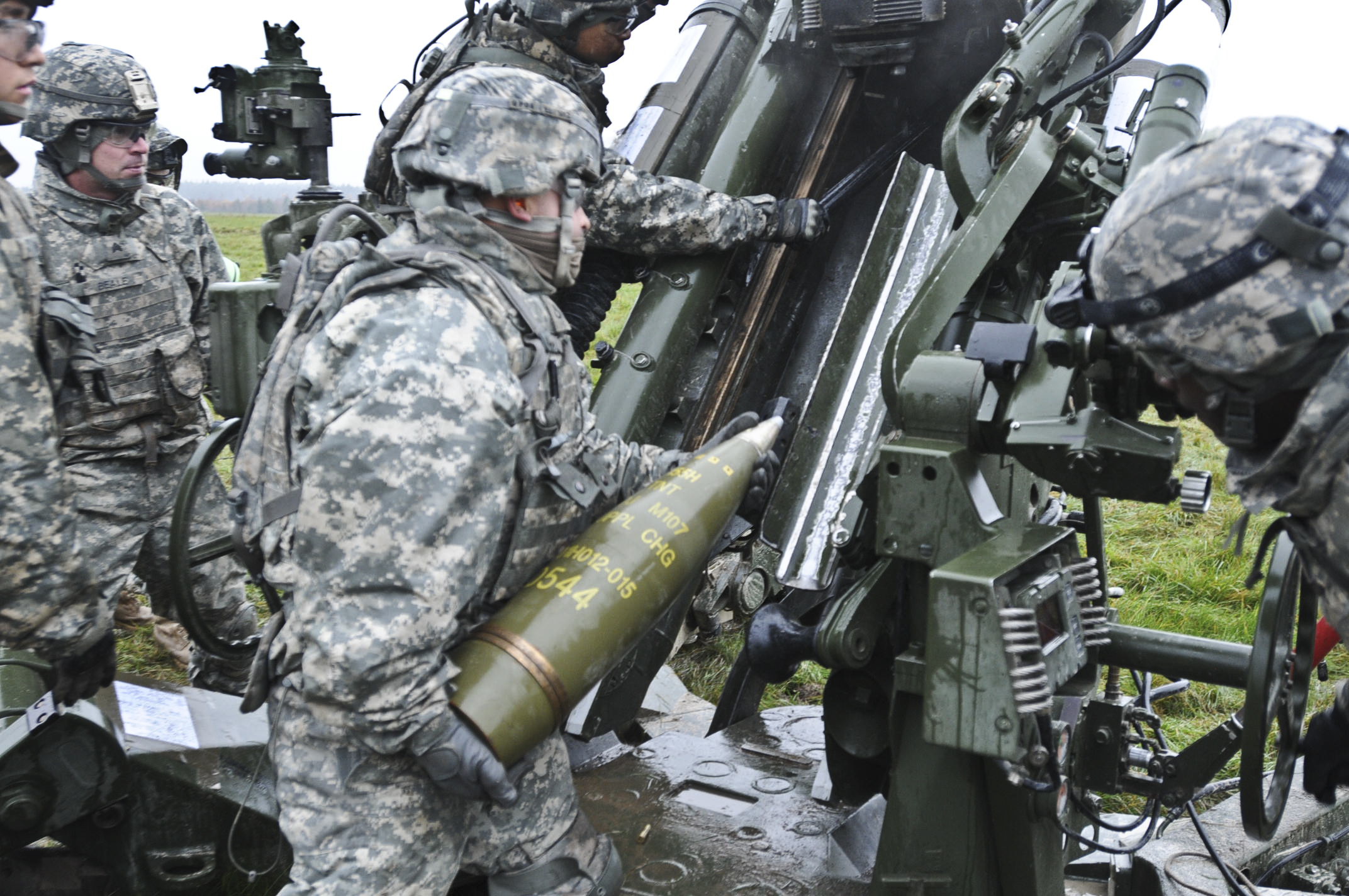
Proyectil M107 Proyectil de 155 mm a punto de cargarse en un obús M777

El calibre de 155 mm se originó en Francia después de su derrota en la guerra franco-prusiana (1870-1871). Un comité de artillería francés se reunió el 2 de febrero de 1874 para discutir nuevos modelos de artillería de asedio y fortaleza francesa, entre los que había un arma en el rango de calibre de 14 a 16 cm (5,5 a 6,3 pulgadas) (más tarde se conoció como el cañón De Bange de 155 mm). Después de varias reuniones, el 16 de abril de 1874 el comité se decidió por el calibre de 155 mm (en la siguiente carta programa del comité, que data del 21 de abril de 1874, el calibre se expresó por primera vez en 155 mm).
Desde principios del siglo XXI, la mayoría de los ejércitos de la OTAN han adoptado armas de 155 mm como estándar para todo uso. Se considera que logran un buen equilibrio entre alcance y potencia, mientras que el uso de un solo calibre simplifica enormemente la carga logística. Esto ha llevado a la obsolescencia de la artillería de mayor calibre, como la de 175 mm (6,9 pulgadas) y la de 203 mm (8,0 pulgadas). Algunos ejércitos continúan conservando las armas más pequeñas de 105 mm (4,1 pulgadas) por su peso ligero y portabilidad. Rusia y los países del antiguo Bloque del Este tienden a utilizar artillería de 122 mm (4,8 pulgadas), 130 mm (5,1 pulgadas) y 152 mm (6,0 pulgadas) en funciones similares.

## Guerra naval
Desde el final de la Segunda Guerra Mundial, el calibre de 155 mm no ha encontrado ningún uso entre las fuerzas navales a pesar de su ubicuidad en tierra; la mayoría de las armadas alineadas y de la OTAN utilizan calibres de 76 mm (3,0 pulgadas), 100 mm (3,9 pulgadas), 114 mm (4,5 pulgadas), o cañones de 127 mm (5,0 pulgadas) en los buques de guerra modernos. En un momento, el Ministerio de Defensa británico estudió "mejorar" los cañones navales Mark 8 de 4,5 pulgadas de la Marina Real Británica para aumentar la potencia de fuego y un calibre común entre la Royal Navy y el ejército británico. A pesar de que superficialmente parece inferior basándose en una simple comparación de los diámetros de los proyectiles, cuando dispara munición convencional, el cañón naval Mark 8 más pequeño, de 4,5 pulgadas, es comparable al cañón-obús estándar de 155 mm del ejército británico. El proyectil estándar de un cañón naval Mark 8 de 4,5 pulgadas tiene el mismo alcance, si no mejor. Sólo mediante el uso de proyectiles asistidos por cohetes (RAP) la mayoría de los cañones de 155 mm pueden tener un alcance comparable al del cañón naval Mark 8 de 4,5 pulgadas y, al hacerlo, se reduce la carga útil. Esto se debe a que los cañones navales pueden construirse con mucha más resistencia que los obuses autopropulsados terrestres y tienen cañones mucho más largos en relación con el calibre (por ejemplo, el cañón naval Mark 8 de 4,5 pulgadas tiene una longitud de cañón de 55 calibres, mientras que el arma autopropulsada AS-90 tiene una longitud de cañón de 39 calibres). Esto permite a los cañones navales disparar proyectiles más pesados en comparación con el diámetro del proyectil y utilizar cargas propulsoras más grandes en relación con el peso del proyectil, lo que conduce a mayores velocidades del proyectil. Incluso sin refrigeración activa, los cañones navales más pesados permiten una velocidad de disparo sostenida más rápida que los cañones de campaña, y esto se aprovecha con un sistema de carga automática con una capacidad de varios cientos de disparos. El cañón naval Mark 8 de 155 mm es mejor que el cañón naval Mark 8 de 4,5 pulgadas para disparar proyectiles guiados lanzados por cañón (CLGP), ya que la menor velocidad del proyectil de 155 mm hace que sea mucho más fácil para los sistemas de guía electrónicos internos de los proyectiles sobrevivir al disparo.
Si bien el Sistema Avanzado de Armas (AGS) de la Marina de los Estados Unidos. también utiliza un calibre de 155 mm, no es compatible con la munición de 155 mm estándar de la OTAN. Solo se desarrolló un tipo de munición y su adquisición se suspendió en 2016 debido a su alto costo, lo que hacía que el AGS fuera inutilizable.

### Actuales
- 155 GH 52 APU ( Finlandia)
- 155 K 83 ( Finlandia)
- 155 mm SpGH Zuzana ( Eslovaquia)
- 2S19M1-155 ( Rusia)
- 2S22 Bohdana ( Ucrania)
- AS-90 ( Reino Unido)
- AHS Krab ( Polonia)
- ATMOS 2000 ( Israel)
- CAESAR ( Francia)
- Dhanush ( India)
- DRDO Advanced Towed Artillery Gun System (ATAGS) ( India)
- FH70 ( Alemania /  Reino Unido /  Italia)
- FH-2000 ( Singapur)
- G5/G6 ( Sudáfrica)
- GC-45 ( Canadá)
- GCT ( Francia)
- FH77/Archer Artillery System ( Suecia)
- K9 Thunder ( Corea del Sur)
- KH179 ( Corea del Sur)
- M109 ( Estados Unidos)
- M114 ( Estados Unidos)
- M198 ( Estados Unidos)
- M777 ( Reino Unido/ Estados Unidos))
- M1299 ( Estados Unidos)
- Nora B-52 ( Serbia)
- Palmaria ( Italia)
- Panter howitzer ( Turquía)
- PCL-181 ( China)
- PLZ-45 ( China)
- PLZ-05 ( China)
- PzH2000 ( Alemania)
- Santa Bárbara Sistemas 155/52 ( España)
- SLWH Pegasus ( Singapur)
- Soltam M-71 ( Israel)
- SSPH Primus ( Singapur)
- T-155 Fırtına ( Turquía)
- Type 99 ( Japón)

### Históricos
- Bandkanon 1 ( Suecia)
- Canon de 155 mm GPF ( Francia)
- Obús de 155 mm modelo 1917 St. Chamond ( Francia)
- Obús de 155 mm modelo 1917 Schneider ( Francia)
- FH-88 ( Singapur)
- M1/M2 155 mm "Long Tom" ( Estados Unidos)
- M12 ( Estados Unidos)
- M41 ( Estados Unidos)
- M44 ( Estados Unidos)
- M53 ( Estados Unidos)
- Obusier de 155  mm Modèle 50 ( Francia)
- Soltam M-68  ( Israel)
- TRF1 ( Francia)
- Type 75 ( Japón)

### Experimentales/Prototipos
- XM1203 ( Estados Unidos – nunca entró en servicio)
- XM2001 ( Estados Unidos – nunca entró en servicio)
- AHS Kryl ( Polonia – propuesto, construcción de un prototipo)

## Cañones navales de 155 mm
- Canon de 155 mm Modèle 1920 ( Francia – no compatible con la OTAN)
- 15.5 cm/60 3rd Year Type naval gun ( Japón – no compatible con la OTAN)
- Advanced Gun System (AGS) ( Estados Unidos – en servicio limitado, pero sin municiones disponibles; no compatible con la OTAN)
- 155 mm (6.1") Future Naval Gun ( Reino Unido – propuesto pero nunca producido, compatible con la OTAN)
- Modular Naval Artillery Concept (MONARC) ( Alemania – propuesto pero nunca producido, compatible con la OTAN)

## Proyectiles de 155 mm
| País de origen          | Nombre             | Servicio             | Notas |
| ----------------------- | ------------------ | -------------------- | --- |
| Alemania                | SMArt 155          | 2000-actualidad      | Un proyectil portador con dos submuniciones antiblindaje y antiartillería. Alcance máximo de 22,5 km (14,0 millas) con un obús de calibre 39 y 27,5 km (17,1 millas) con un obús de calibre 52. |
| Israel                  | DP-ICM y ER DP-ICM | En servicio          | Una serie de proyectiles portadores de munición convencional mejorada (DP-ICM) de doble propósito que transportan bombas M85 de doble propósito (antipersonal y antiblindaje). El proyectil M395 transporta 63 bombas con un alcance máximo de 22,4 km (13,9 millas); Los proyectiles de alcance extendido M396 y M397 llevan solo 49 minibombas y tienen una unidad de purga base para un alcance máximo de 28,7 km (17,8 millas) y 30 km (19 millas) respectivamente. |
| Polonia                 | APR 155            | en desarrollo        | Un proyectil incendiario altamente explosivo guiado por láser con un alcance máximo de 20 km (12 millas) diseñado para usarse con obuses autopropulsados AHS Kryl y AHS Krab de 155 mm. Está basado en el proyectil ucraniano Kvitnyk de 152 mm. |
| Rusia                   | Krasnopol          | 1987-current         | Una serie de proyectiles guiados por láser producidos principalmente en el calibre estándar de 152 mm (6 pulgadas) del Bloque del Este, pero también se producen en calibre de 155 mm para el mercado de exportación. Utilizados por primera vez por el ejército soviético en 1987, se consideran el equivalente en el Bloque del Este del M712 Copperhead estadounidense. Las versiones de 152 mm tienen un alcance máximo de 20 km (12 millas) desde el cañón-obús D-20 y 22 km (14 millas) desde el 2A65 Msta-B de cañón más largo. Son licencia producida en China por Norinco. |
| España                  | ER02A1             | 1999-actualidad      | Un proyectil que puede equiparse con una cola de barco ahusada o una unidad de purga de base ; Viene en versiones altamente explosivas, generadoras de humo e iluminantes. El alcance máximo de un obús de calibre 39 es de 24 km (15 millas) de cola de barco o 30 km (19 millas) de sangrado de base; de un cañón calibre 52 es de 30 km (19 millas) de cola de barco o 39 km (24 millas) de sangrado de base. |
| Sudáfrica               | M2005 Assegai      | en desarrollo        | Proyectil HE de velocidad mejorada de artillería de largo alcance (V-LAP) que incorpora purga de base y asistencia de cohete para aumentar el alcance. Alcance máximo de 45 km (28 millas) desde un cañón de calibre 39 y 60 km (37 millas) desde un cañón de calibre 52, se espera que alcance un alcance máximo de 70 km (43 millas) desde este último. |
| Corea del Sur           | K305 DP-ICM        | 1980s-actualidad     | Una munición convencional mejorada de doble propósito con un alcance máximo de 17,4 km (10,8 millas) cuando se dispara desde el KH179. |
| Corea del Sur           | K307 HE BB         | 1999-actualidad      | Proyectil de purga de base de alto explosivo desarrollado para ser disparado desde obuses de 155 mm de Corea del Sur. Alcance máximo de 40 km (25 millas) cuando se dispara desde el K9 Thunder. |
| Corea del Sur           | K310 BB DP-ICM     | 2001-actualidad      | Una munición convencional mejorada de doble propósito con purga de base con un alcance máximo de 36 km (22 millas) cuando se dispara desde el K9 Thunder. |
| Corea del Sur           | K315 HE-RAP        | 2020-actualidad      | Proyectil asistido por cohete con un alcance máximo de 54 km (34 millas) cuando se dispara desde el K9 Thunder. |
| Suecia / Francia        | 155 BONUS          | 2000-actualidad      | Submunición fusionada con sensor, proyectil antitanque que consta de un proyectil portador y dos submuniciones antiblindaje. El alcance máximo es de 27 km (17 millas) con un obús de calibre 39 y de 35 km (22 millas) con un cañón de calibre 52. |
| Turquía                 | MOD 274 HE‐ER      | 2018-actualidad      | Un proyectil de purga de base de alto explosivo y alcance extendido desarrollado para su uso con los obuses Panter y T-155 Fırtına de calibre 52, con un alcance máximo de 39 km (24 millas). |
| Reino Unido             | L15                | 1986-actualidad      | Proyectil HE de uso general utilizado por el Reino Unido. Alcance máximo de 24,9 km (15,5 millas) con un cañón de calibre 39 y 30 km (19 millas) con un cañón de calibre 52. |
| Estados Unidos          | HVP                | en desarrollo        | El proyectil de hipervelocidad (HVP) es un proyectil de hipervelocidad experimental con alcances de hasta 94 km (58 millas). |
| Estados Unidos          | LRLAP              | 2010-2016 (limitado) | El proyectil de ataque terrestre de largo alcance (LRLAP) era un proyectil naval asistido por cohete guiado por INS y GPS con capacidad de planeo extendida que fue desarrollado para su uso a partir del Advanced Gun System. Alcance máximo de 117 km (73 millas). Desarrollado a partir de 2000 y probado en la década de 2010, fue cancelado en 2016 debido al coste excesivo de los proyectiles. |
| Estados Unidos          | M102               | 1910s-1940s          | Él proyectil. Versión americanizada del proyectil francés Schneider 155 mm HE para la Canon de 155 C modèle 1917 Schneider. |
| Estados Unidos          | M107               | 1940s-actualidad     | Proyectil HE estándar desarrollado a partir del M102 para su uso en el Obús M1 de 155 mm. El proyectil es uno de los más utilizados de todos los proyectiles de artillería occidental y se dispara desde una variedad de obuses remolcados y autopropulsados de 155 mm. Reemplazado en gran medida en servicio en EE. UU. por el M795. |
| Estados Unidos          | M483A1 DPICM       | 1975-actualidad      | El proyectil M483A1 de munición convencional mejorada de doble propósito (DPICM) es un proyectil antiblindaje/antipersonal de doble propósito que consta de un proyectil portador y 88 submuniciones de granada individuales. Introducido en 1975, es utilizado por varias naciones. Desde 2009, Estados Unidos ha estado desmantelando sus reservas de municiones y reutilizando los cuerpos para producir humo, iluminación y proyectiles de entrenamiento. |
| Estados Unidos          | M549 HERA          | 1970-actualidad      | Los proyectiles asistidos por cohetes de alto explosivo (HERA) M549 y M549A1 son proyectiles asistidos por cohetes diseñados para proporcionar un mayor alcance que los proyectiles convencionales. Alcance máximo de 30,1 km (18,7 millas) desde un obús de calibre 39 estándar de la OTAN. El M549A1 es uno de los dos proyectiles para los que se ha desarrollado la espoleta M1156 PGK. |
| Estados Unidos          | M687               | 1987-1990            | Un proyectil binario de armas químicas sarín. El servicio terminó después del Acuerdo sobre Armas Químicas de 1990. |
| Estados Unidos          | M692/M731 ADAM     |                      | Las municiones de artillería de negación de área (ADAM) M692 y M731 son proyectiles que dispersan minas antipersonal. Comparten el armazón portador del M483A1 DPICM y en su lugar llevan 36 minas antipersonal. Ya no se producen ni están en servicio, aunque se considera que Estados Unidos mantiene reservas. |
| Estados Unidos          | M712 Copperhead    | 1983-2010s           | Un proyectil HEAT guiado por láser. Desarrollado en la década de 1970 y principios de la de 1980, entró en servicio con los Estados Unidos y varios aliados desde mediados de la década de 1980. La producción cesó en 1990 y en 2015 solo quedan existencias residuales. El alcance máximo era de 16 km (9,9 millas) con un obús de calibre 39. |
| Estados Unidos          | M718/M741 RAAMS    |                      | El sistema remoto de minas antiblindaje (RAAMS) M718 y M741 son proyectiles antitanque que dispersan minas. Comparten el armazón portador del M483A1 DPICM y en su lugar llevan 9 minas antitanque. Ya no se producen ni están en servicio, aunque se considera que Estados Unidos mantiene reservas. |
| Estados Unidos          | M795               | 1998-actualidad      | Proyectil HE de uso general desarrollado con la intención de complementar y eventualmente reemplazar al M107 en las existencias de guerra de EE. UU. Alcance máximo de 24 km (15 millas) desde un obús de calibre 39. El M795 es uno de los dos proyectiles para los que se ha desarrollado la espoleta M1156 PGK. |
| Estados Unidos          | M864 DPICM         | 1987-actualidad      | Un proyectil portador de submuniciones de munición convencional mejorada de doble propósito (DPICM), se considera un desarrollo del M483A1 DPICM que incorpora tecnología de purga de base para un mayor alcance. Consta de un proyectil portador y 72 submuniciones de granada individuales. El alcance máximo es de 29,4 km (18,3 millas). |
| Estados Unidos / Suecia | M982 Excalibur     | 2014-actualidad      | Un proyectil guiado de forma autónoma de alcance extendido que utiliza una combinación de un fuselaje de elevación de alto índice de planeo y guía GPS / IMU. Se afirma que el alcance máximo es de 45 km (28 millas) con un obús de calibre 39 y de 50,6 km (31,4 millas) con un Archer de calibre 52. |
| Estados Unidos          | W48                | 1963-1992            | Un proyectil de artillería nuclear táctico en servicio desde 1963 hasta 1992. |
| Estados Unidos          | XM1113 HE RAP      | en desarrollo        | Se está desarrollando un proyectil asistido por cohete para reemplazar al M549A1 HERA. Alcance máximo de 40 km (25 millas) cuando se dispara desde un obús de calibre 39 estándar de la OTAN. Northrop Grumman ha anunciado planes para desarrollar una actualización de alcance extendido para la espoleta M1156 PGK que será compatible con este proyectil. |
| Estados Unidos          | XM1128 ER HE       | en desarrollo        | Se está desarrollando un proyectil de purga de base de alcance extendido para reemplazar al M795. Alcance máximo de 30 km (19 millas) cuando se dispara desde un obús de calibre 39 estándar de la OTAN. Northrop Grumman ha anunciado planes para desarrollar una actualización de alcance extendido para la espoleta M1156 PGK que será compatible con este proyectil. |